# Trésor de Frome
Le trésor de Frome est un trésor de 52 503 pièces de monnaie romaine découvert en avril 2010 à l'aide d'un détecteur de métaux par Dave Crisp, près de Frome, dans le Somerset en Angleterre. Les pièces étaient rassemblées dans un vase en céramique de 45 cm de diamètre. L'ensemble est daté des années 253 à 305. La plupart des pièces sont de bronze et d'argent. Ce dépôt monétaire est l'un des plus importants jamais trouvé en Grande-Bretagne. Il est également remarquable par son contenu qui comprenait le plus vaste ensemble jamais trouvé de monnaies émises sous Carausius, usurpateur romain ayant régné indépendamment sur la province romaine de Bretagne de 286 à 293. Le musée de Somerset dans le Taunton, grâce à une subvention de la National Heritage Memorial Fund (NHMF), a acquis le trésor officiellement évalué à 320 250 £.

## Découvertes et fouilles

### Découverte
Le trésor a été découvert le 11 avril 2010, lors d'une prospection par détecteur de métal de Dave Crisp dans un champ près de Frome où il avait déjà trouvé deux jours avant des monnaies romaines d'argent, des siliques de l'époque de Constance II. Ces quelques pièces étaient finalement au nombre de 62 et devaient sans doute être les restes d'un trésor dispersé dont 111 monnaies avaient déjà été trouvées sur ce même terrain en 1867. Alors qu'il continuait de prospecter pour trouver d'autres monnaies, Crisp reçut ce qu'il appela un « drôle de signal ». Il se mit à creuser, quand ayant atteint 35 cm de profondeur, il tomba sur un groupe dense de monnaies puis sur le haut d'une poterie. Prenant conscience qu'il venait de trouver un trésor monétaire, il s'arrêta de creuser et reboucha son trou.

### Fouilles
Le 15 avril, Dave Crisp avertit Katie Hinds, du Portable Antiquities Scheme du Wiltshire, de sa découverte. Le 22 avril, celle-ci fait venir Anna Booth et Alan Graham sur le site. La fouille, menée par Graham, archéologue indépendant, assisté par Hinds, Booth, Crisp et les membres de la famille du propriétaire du terrain. L'extraction aura duré trois jours jusqu'au 25 avril.
Graham fait d'abord creuser une tranchée de 1,5 mètre autour du petit trou que Crisp avait déjà réalisé, ce qui permet d'identifier la fosse dans laquelle la poterie avait été déposée. Un petit bol noir bruni renversé sur l'embouchure du vase servait de couvercle. On commença par retirer toute la terre autour du vase. Mais celui-ci était brisé et trop fragile pour être extrait en une seule fois, comme il aurait été préférable. On décida donc d'extraire les monnaies sur place. Les pièces ont été retirées sur douze couches clairement notifiées pour éventuellement déterminer un ordre chronologique dans le dépôt. Il fallait vérifier si les pièces au fond du vase étaient plus anciennes que celles au-dessus. Les pièces ont été recueillies dans 66 sacs étiquetés, pour total final de 160 kg de monnaie. Graham réalisa les fouilles et enregistra les découvertes, pendant que les autres mirent les pièces en sacs.

### Restauration
Le 26 avril, Sam Moorhead, spécialiste en âge du fer et en numismatique romaine au British Museum, et Roger Bland, chef du Département des trésors au British Museum, se rendent à Frome pour recueillir et rapporter les pièces découvertes au British Museum de Londres. Pendant près de six semaines, la restauratrice Pippa Pearce lave et sèche les monnaies pour les stabiliser. Mais aucune restauration complète n'est réalisée, à cause du coût supplémentaire de 35 000 £ qu'elle aurait engendré.

## Le contenu
Le trésor comprenait 67 types monétaires distincts datés de 253 à 305. La grande majorité des pièces sont fabriquées à partir de bronze, mais cinq d'entre elles sont faites d'argent pur.
Sur 52 503 pièces de monnaie trouvées, 44 245 ont été identifiées, le reste étant classé à titre provisoire comme « illisible » jusqu'à ce que le nettoyage et la restauration soient terminés. Parmi les pièces identifiables, 14 788 ont été frappées dans l'Empire romain central, 28 377 ont été frappées sous l'indépendant Empire des Gaules, et 766 ont été frappées sous l'Empire breton de Carausius. Environ 5 % des pièces identifiées à ce jour sont de la période de Carausius, qui a gouverné la Bretagne de 286 à 293. Mais les pièces les plus remarquables sont ces cinq deniers d'argent émis par Carausius, qui sont les seules monnaies d'argent pur frappées dans toute l'Empire romain à cette époque.

### Thésaurisation ou dépôt votif?
La plupart des trésors monétaires romains sont des thésaurisations, c'est-à-dire des monnaies stockées dans le but d'être récupérées plus tard. Mais ici, Sam Moorhead suggère qu'étant donné le poids important du vase et la difficulté qu'aurait représenté son extraction, il aurait pu s'agir d'un dépôt votif communautaire. Autrement dit, ce trésor pourrait être une offrande aux dieux faites par une communauté.

### Enquête et estimations
Une enquête a eu lieu le 22 juillet 2010 afin de déterminer le statut de la découverte. Il fut déclaré qu'il s'agissait bien d'un trésor, et devient par conséquent propriété de l'État britannique. Toutefois, selon les termes de la loi de 1996 sur les trésors, un musée peut acheter le trésor à un prix officiellement déterminé. L'argent sera reversé conjointement à l'inventeur du trésor et au propriétaire du terrain.  Le musée de Somerset dans le Taunton a indiqué qu'il souhaitait acquérir le trésor.
En octobre 2010, le trésor a été évalué par un comité d'estimation à 320 250 £. Les fonds furent finalement réunis pour que le musée de Somerset puisse acheter le trésor. Les gains furent répartis par moitié entre David Crisp et Geoff et Anne Sheppard, propriétaires du terrain.
| Règne                             | Date    | Nombre de monnaies | Empire            |
| --------------------------------- | ------- | ------------------ | ----------------- |
| Valérien & Gallien (règne commun) | 253–260 | 46                 | Empire romain     |
| Gallien (Règne seul)              | 260–268 | 6 091              | Empire romain     |
| Salonina (Femme de Gallien)       | 260–268 | 404                | Empire romain     |
| Claude                            | 268–270 | 5 421              | Empire romain     |
| Divus Claudius                    | 270–271 | 1 227              | Empire romain     |
| Quintillus                        | 270     | 333                | Empire romain     |
| Aurélien                          | 270–275 | 266                | Empire romain     |
| Severina (Femme d'Aurélien)       | 270–275 | 13                 | Empire romain     |
| Tacite                            | 275–276 | 252                | Empire romain     |
| Florien                           | 276     | 10                 | Empire romain     |
| Probus                            | 276–282 | 619                | Empire romain     |
| Carus                             | 282–283 | 8                  | Empire romain     |
| Divus Carus                       | 283     | 5                  | Empire romain     |
| Magnia Urbica (Femme de Carus)    | 282–283 | 2                  | Empire romain     |
| Carinus                           | 282–285 | 19                 | Empire romain     |
| Numérien                          | 283–284 | 12                 | Empire romain     |
| Dioclétien                        | 285–305 | 38                 | Empire romain     |
| Maximien                          | 286–305 | 22                 | Empire romain     |
| Postumus                          | 260–269 | 257                | Empire des Gaules |
| Lélien                            | 269     | 4                  | Empire des Gaules |
| Marius                            | 269     | 35                 | Empire des Gaules |
| Victorinus                        | 269–271 | 7 494              | Empire des Gaules |
| Divus Victorinus                  | 271     | 14                 | Empire des Gaules |
| Tetricus                          | 271–274 | 12 416             | Empire des Gaules |
| Tetricus II                       | 272–274 | 5 203              | Empire des Gaules |
| Indéterminé                       |         | 2 954              | Indéterminé       |
| Carausius                         | 286–293 | 766                | Empire Breton     |